# 笹山敬輔
笹山 敬輔（ささやま けいすけ、1979年6月6日 - ）は、日本の近代演劇研究者、実業家。富山めぐみ製薬及び内外薬品の元代表取締役社長。
2025年7月富山めぐみ製薬の代表取締役社長に再任。

## 人物・来歴
富山県生まれ。「ケロリン桶」の採用を決めた笹山忠松（当時、内外薬品副社長）は祖父。父の笹山和紀は内外薬品前社長。
富山県立富山中部高等学校を経て、2004年3月筑波大学卒、2011年同大学院博士課程人文社会科学研究科文芸・言語専修修了。2010年度に文学博士（博士論文は「日本近代演劇における演技術の歴史」）。2013年、『演技術の日本近代』で日本演劇学会河竹賞奨励賞受賞。
2005年4月に内外薬品に入社し同取締役就任。2015年4月から内外薬品取締役営業本部長。2016年4月から代表取締役社長。2018年4月富山めぐみ製薬株式会社を設立し代表取締役社長。文学博士号を持つ異色の経営者として、休日に研究活動を行っていたが、2022年に退任。

## 著書

### 単著
- 『演技術の日本近代』森話社 2012
- 『幻の近代アイドル史 明治・大正・昭和の大衆芸能盛衰記』彩流社フィギュール彩 2014
- 『昭和芸人七人の最期』文春文庫 2016
- 『興行師列伝 愛と裏切りの近代芸能史』新潮新書 2020
- 『ドリフターズとその時代』文春新書 2022
- 『笑いの正解　東京喜劇と伊東四朗』文藝春秋 2024

### 共著・編著
- 『交差する歌舞伎と新劇』森話社(近代日本演劇の記憶と文化) 2016、神山彰編

毛利三彌,大橋裕美,村島彩加,正木喜勝,熊谷知子,赤井紀美,堤春恵, 日置貴之, 後藤隆基共著
- 『異文化理解とパフォーマンス』春風社(Border Crossers) 2016、松田幸子・姚紅共編